# جارد غوردون
جارد غوردون (بالإنجليزية: Jared Gordon) هو فنان قتال مختلط أمريكي، ولد في 6 سبتمبر 1988 في كوينز في الولايات المتحدة.

## وصلات خارجية
- جارد غوردون على موقع يو إف سي (الإنجليزية)
- جارد غوردون على موقع شيردوغ (الإنجليزية)
- جارد غوردون على موقع Tapology.com (الإنجليزية)